# Consell de Mallorca 2007-2011
El Consell Insular de Mallorca de la setena legislatura (2007-2011) és un govern de pacte entre Partit Socialista de les Illes Balears, Bloc per Mallorca i Unió Mallorquina. Aquest executiu va prendre possessió dels càrrecs el 7 de juliol de 2007. Amb bona part dels dirigents d'Unió Mallorquina implicats en casos de corrupció com cas Can Domenge, cas Maquillatge, cas Son Oms o el cas Peatge el pacte de govern es va trencar en setembre de 2009 amb la dimissió dels membres d'UM, i Armengol va haver de governar en minoria.

## Resultats
El PP volia assolir la majoria absoluta per governar en solitari la institució, però es va quedar a un milenar de vots d'aconseguir-ho. Finalment, el PP va assolir 16 consellers, el PSOE va trimofar en aconseguir 11 consellers, dos més que quatre anys enrere, en detriment del Bloc, que només va aconseguir 3 consellers i Unió Mallorquina va aconseguir 3 consellers.
| Candidatures                            | Vots    | Percentatge | Consellers |
| --------------------------------------- | ------- | ----------- | ---------- |
| PP                                      | 154.112 | 45,79%      | 16         |
| PSIB-PSOE                               | 101.497 | 30,16%      | 11         |
| PSM, EU-EV, ESQUERRA                    | 35.301  | 10,49%      | 3          |
| UM                                      | 33.357  | 9,91%       | 3          |
| Agrupación Social Independiente         | 2.062   | 0,61%       | 0          |
| Coalició Treballadors per la Democràcia | 832     | 0,25%       | 0          |
| Ciutadans en Blanc                      | 831     | 0,25%       | 0          |
| Partido Balear                          | 800     | 0,24%       | 0          |
| Unió d'es Pobble Baléà                  | 636     | 0,19%       | 0          |
| Clau de Mallorca                        | 589     | 0,18%       | 0          |
| Partit Illenc de ses Illes Balears      | 370     | 0,11%       | 0          |

## Consellers electes
Partit Popular: Jaume Font Barceló, Margarita Cabrer González, Juan Flaquer Riutort, Maria Rosa Puig Oliver, Fernando Rubio Aguiló, Catalina Sureda Fons, Pedro Álvarez Chillida, Antonia Maria Perelló Jonquera, Andreu Prohens Vicens, María José Frau Marí, Rafael Ángel Bosch Sans, Ana María Rodríguez Arbona, Damián Ripoll Gálvez, Clara del Moral Torres, Bartomeu Martínez Oliver i Carmen Garzón Pelegrín.
Partit Socialista de les Illes Balears: Francesca Lluch Armengol Socias, Antoni Alemany Cladera, María Luisa Dubon Pretus, Cosme Bonet Bonet, Josefina Ramis Rigo, Miguel Ramon Matas, Cristina Moreno Mulet, Pere Joan Martorell Castello, Maria Pilar Sansó Fuster, Pablo Martín Peré i Silvia Cano
Juan.
Bloc per Mallorca: Joana Lluïsa Mascaró Melià, Miquel Rosselló del Rosal i Joan Lladó Binimelis.
Unió Mallorquina: Antoni Pascual Ribot, M. Dolça Mulet Dezcallar i Miguel Àngel Flaquer Terrassa.

## Consell executiu
El Consell Executiu del Consell Insular de Mallorca és un òrgan col·legiat del govern insular integrat pel president del Consell, els vicepresidents i tots els consellers i les conselleres executives al qual correspon l'exercici de la funció executiva en relació amb les competències del Consell Insular, sens perjudici de les atribucions conferides a altres òrgans de govern.
Els departaments del Consell Insular de Mallorca són els òrgans en què s'organitza la institució i que es corresponen amb els diferents sectors de la seva activitat administrativa. Cada departament està dirigit per un conseller executiu o una consellera executiva, a qui corresponen les seves funcions respectives.
| Presidenta: Francina Armengol Socías (PSIB-PSOE) |

| Departament                            | Titulars                            | Titulars                            | Titulars                            | Titulars                            |
| -------------------------------------- | ----------------------------------- | ----------------------------------- | ----------------------------------- | ----------------------------------- |
| Departament                            | 9 de juliol de 2007                 | 29 octubre 2009                     | 18 de desembre de 2009              | 5 de febrer de 2010                 |
| Vicepresidenta 2a, Cultura i Patrimoni | Joana Lluïsa Mascaró Melià (PSM)    | Joan Font Massot (PSM)              | Joan Font Massot (PSM)              | Joan Font Massot (PSM)              |
| Vicepresident 1er i Obres Públiques    | Antoni Pascual Ribot (UM)           | Antoni Pascual Ribot (UM)           | Antoni Pascual Ribot (UM)           | Antoni Alemany Cladera (PSIB-PSOE)  |
| Vicepresident 3r, Hisenda i Innovació  | Antoni Alemany Cladera (PSIB-PSOE)  | Antoni Alemany Cladera (PSIB-PSOE)  | Antoni Alemany Cladera (PSIB-PSOE)  | Antoni Alemany Cladera (PSIB-PSOE)  |
| Presidència                            | Cosme Bonet Bonet (PSIB)            | Cosme Bonet Bonet (PSIB)            | Cosme Bonet Bonet (PSIB)            | Cosme Bonet Bonet (PSIB)            |
| Territori i Activitats Classificades   | Maria Lluïsa Dubon Petrus (PSIB)    | Maria Lluïsa Dubon Petrus (PSIB)    | Maria Lluïsa Dubon Petrus (PSIB)    | Maria Lluïsa Dubon Petrus (PSIB)    |
| Benestar Social                        | Jaume Garau Salas (PSIB)            | Jaume Garau Salas (PSIB)            | Jaume Garau Salas (PSIB)            | Jaume Garau Salas (PSIB)            |
| Cooperació Local                       | Miquel Rosselló del Rosal (EU-EV)   | Miquel Rosselló del Rosal (EU-EV)   | Miquel Rosselló del Rosal (EU-EV)   | Miquel Rosselló del Rosal (EU-EV)   |
| Interior                               | Joan Lladó i Binimelis (ERC)        | Joan Lladó i Binimelis (ERC)        | Miquel Rosselló del Rosal (EU-EV)   | Miquel Rosselló del Rosal (EU-EV)   |
| Economia i Turisme                     | Isabel Maria Oliver Sagreras (PSIB) | Isabel Maria Oliver Sagreras (PSIB) | Isabel Maria Oliver Sagreras (PSIB) | Isabel Maria Oliver Sagreras (PSIB) |
| Medi Ambient                           | Catalina Julve Caldentey (UM)       | Catalina Julve Caldentey (UM)       | Catalina Julve Caldentey (UM)       | Marilena Tugores (EU-EV)            |
| Esports i Promoció Sociocultural       | Dolça Mulet Dezcallar (UM)          | Dolça Mulet Dezcallar (UM)          | Dolça Mulet Dezcallar (UM)          | Josefina Ramis Rigo (PSIB)          |
| Joventut i Igualtat                    | Josefina Ramis Rigo (PSIB)          | Josefina Ramis Rigo (PSIB)          | Josefina Ramis Rigo (PSIB)          | Josefina Ramis Rigo (PSIB)          |

## Estructura orgànica
Per aquesta legislatura s'establí la següent estructura orgànica d'alts càrrecs:
Degut al cesament de tots els càrrecs de UM el febrer de 2010, es feu una reorganització de diversos departaments i direccions insulars.
Departament d'Obres Públiques
- Secretaria Tècnica: Miquel Jaume Horrach
- Direcció Insular de Carreteres: Gonzalo Aguiar González / Ernesto Santamaría Casals (des de 18 febrer de 2010)[8]
- Direcció Insular d'Activitats Classificades: Nicolau Tous Palmer

Departament de Cultura i Patrimoni
- Secretaria Tècnica: Joan Serra Mercadal
- Direcció Insular de Cultura: Maties Garcies Salvà
- Direcció Insular de Política Lingüística: Rosa Barceló Noguera
- Direcció Insular de Patrimoni Històric: Gabriel Cerdà Buades

Departament d'Hisenda i Innovació
- Secretaria Tècnica: Isabel Picó Aguiló / Mercedes Mateos-Cañero Riosalido[8]
- Direcció Insular d'Hisenda i Pressuposts: Rosario Sánchez Grau
- Direcció Insular d'Innovació; Antoni Sureda Mut[8]
- Direcció Insular de Serveis Generals: Carlos Aguilar Tirado

Departament de Presidència
- Secretaria Tècnica: Mercedes Garrido Rodriguez
- Direcció insular de Relacions Ciutadanes: Bartomeu Aguilar Jofre[8]
- Direcció Insular de Relacions Institucionals: Pere Fullana Puigserver
- Direcció Insular de Projectes: Rafel Oliver Mas / Maria Antònia Ferrari Planas[8]
- Direcció Insular de Comunicació: Neus Picó Veny[9][10] / Jordi Minguillón Cebrián
- Direcció Insular de Presidència: Neus Picó Veny (des de agost de 2008) / Pere Joan Pons Sampietro[8]

Departament de Territori
- Secretaria Tècnica: Maria Antonia Ferrari Planas / Miquel Àngel Veny Mestre[8]
- Direcció Insular d'Urbanisme i Litoral: Miquel Vadell Balaguer
- Direcció Insular d'Ordenació del Territori: Jaume Mateu Lladó

Departament d'Esports i Promoció Sociocultural
- Secretaria Tècnica: Baltasar Cortés Miró[9][10] / Carmen Gallego Pérez
- Direcció Insular d'Esports: Antonio Seguí Cabanellas (des de 3 de febrer de 2007)[11] / Francisco Luís Blasco Querol
- Direcció Insular de Promoció Sociocultural: Juan Victor Martí Vallés (des de 3 de febrer de 2007)[11]

Departament de Benestar Social
Departament de Cooperació Local
- Secretaria Tècnica: Josep Valero González
- Direcció Insular de Cooperació Local: Joan Font Massot / Joan Verger Rosiñol
- Direcció Insular d'Assessorament Municipal: Maria Orts Rodríguez

Departament d'Economia i Turisme
- Secretaria Tècnica: Isabel Marta Monjo Bordoy / Maria Magdalena Mesquida Nadal
- Direcció Insular de Promoció Econòmica: Luz Maria Isabel Iglesias Alonso
- Direcció Insular de Turisme: Melchora Gómez Andrés[9]

Departament de Medi Ambient
- Secretaria Tècnica: Esperança Massanet Forteza / Petra Sunyer Adrover / Maria del Pilar Ramos Blanco[8]
- Direcció Insular de Medi Ambient: Domingo Bonnín Daniel / Guillem Riera Colom[10] / Caterina Amengual Morro
- Direcció Insular de Programes i Ocupació: Antoni Segura Fuster /
- Direcció Insular de Gestió de Residus: Guillem Riera Colom[10] / Josep Pastor Palenzuela / Francisco Puig Riera de Conias / José Maria Ferrà Terrasa[8]
- Direcció Insular de Caça i Pesca: Francesc Cladera Pomar[10] /

Departament de Joventut i Igualtat
- Secretaria Tècnica: Elisa Martín Peré[9][8]
- Direcció Insular de Joventut: Divina Pastora Muñoz Pol (des de setembre 2007)[9] / Tolo Grimalt (des de febrer 2009)[12] / Virgilio Moreno (des de 4 d'octubre 2010)
- Direcció Insular d'Igualtat: Maria José Varela Pozo
- Direcció Insular de Menors i Família

Departament d'Interior
- Secretaria Tècnica Jaume Català Sansó (des de 10 setembre 2007)[9]
- Direcció Insular de Funció Pública: Melcior Galmés Cerdà / Josep Mallol Vicens[13]
- Direcció Insular d'Emergències: Miquel Àngel Sureda Massanet / Guillermo Bauça Ballester[13]